# Kellettinidae
De Kellettinidae zijn een familie van uitgestorven kreeftachtigen uit de klasse van de Ostracoda (mosselkreeftjes).

## Geslacht
- Kindlella Sohn, 1954 †